# Episodi di Charlie's Angels (quinta stagione)

Gli Angeli della quinta stagione

Questa voce contiene dettagli e crediti dei registi e degli sceneggiatori della quinta e ultima stagione della serie televisiva Charlie's Angels, interpretata da Jaclyn Smith (Kelly Garrett), Cheryl Ladd (Kris Munroe) e Tanya Roberts (Julie Rogers).
Negli Stati Uniti è stata trasmessa per la prima volta il 30 novembre 1980 e si è conclusa il 24 giugno 1981, posizionandosi al 47º posto nei Rating Nielsen di fine anno.
In Italia è andata in onda su Rete 4 a partire dal 12 marzo 1983. Questa stagione conta meno episodi delle precedenti a causa di uno sciopero degli sceneggiatori.
| nº | Titolo originale                                                | Titolo italiano              | Prima TV USA     | Prima TV Italia |
| -- | --------------------------------------------------------------- | ---------------------------- | ---------------- | --------------- |
| 1  | Angel in Hiding o From Street Models to Hawaiian Angels (1 e 2) | Angeli alle Hawaii           | 30 novembre 1980 | 12 marzo 1983   |
| 2  | Angel in Hiding o From Street Models to Hawaiian Angels (1 e 2) | Angeli alle Hawaii           | 30 novembre 1980 | 12 marzo 1983   |
| 3  | To See an Angel Die o From Street Models to Hawaiian Angels (3) | Angeli alle Hawaii           | 30 novembre 1980 | 1983            |
| 4  | Angels of the Deep                                              | Angeli degli abissi          | 7 dicembre 1980  | 1983            |
| 5  | Island Angels                                                   | Angeli dell'isola            | 14 dicembre 1980 | 1983            |
| 6  | Waikiki Angel                                                   | Angeli a Waikiki             | 4 gennaio 1981   | 1983            |
| 7  | Hula Angels                                                     | Angeli da ballo              | 11 gennaio 1981  | 2 aprile 1983   |
| 8  | Moonshinin' Angels                                              | Angeli al contrabbando       | 24 gennaio 1981  | 3 aprile 1983   |
| 9  | He Married an Angel                                             | Ha sposato un Angelo         | 31 gennaio 1981  | 1983            |
| 10 | Taxi Angels                                                     | Angeli in taxi               | 7 febbraio 1981  | 9 aprile 1983   |
| 11 | Angel on the Line                                               | Un Angelo al telefono        | 14 febbraio 1981 | 1983            |
| 12 | Chorus Line Angels                                              | Lo spettacolo degli Angeli   | 21 febbraio 1981 | 10 aprile 1983  |
| 13 | Stuntwomen Angels                                               | Gli Angeli e l'arciere       | 28 febbraio 1981 | 1983            |
| 14 | Attack Angels                                                   | Attaccano gli Angeli         | 3 giugno 1981    | 1983            |
| 15 | Angel on a Roll                                                 | Angeli in lista              | 10 giugno 1981   | 1983            |
| 16 | Mr. Galaxy                                                      | Mister Galassia              | 17 giugno 1981   | 1983            |
| 17 | Let Our Angel Live                                              | Il nostro Angelo deve vivere | 24 giugno 1981   | 1983            |

## Angeli alle Hawaii (1)
- Titolo originale: Angel in Hiding (1) aka From Street Models to Hawaiian Angels (1)
- Diretto da: Dennis Donnelly
- Scritto da: Edward J. Lakso

### Trama
Jody Mills, un'aspirante modella, viene trovata assassinata in un vicolo dietro lo squallido studio fotografico amatoriale dove era stata costretta a lavorare. Durante le indagini, gli Angeli entrano in contatto con Julie Rogers, la compagna di stanza della sfortunata ragazza.
- Special Guest Star: Christopher Lee (Dale Woodman), Dack Rambo (Steve)
- Altri interpreti: Jack Albertson (Edward Jordan), David Hurst (Stovich), Vic Morrow (Harry Stearns), Don Stroud (Jimmy Joy), Katherine Moffat (Louise)

## Angeli alle Hawaii (2)
- Titolo originale: Angel in Hiding (2) aka From Street Models to Hawaiian Angels (2)
- Diretto da: Dennis Donnelly
- Scritto da: Edward J. Lakso

### Trama
Gli Angeli scoprono che Harry Stearns, amico di Julie ucciso alla fine del precedente episodio, era un detective che stava indagando su un traffico di droga all'interno dell'Agenzia Woodman. Kelly e Kris allora si fanno assumere come fotomodelle. Anche Julie si unisce agli Angeli per cercare di scoprire gli assassini di Harry e di Jody.
- Special Guest Star: Christopher Lee (Dale Woodman), Dack Rambo (Steve)
- Altri interpreti: Jack Albertson (Edward Jordan), David Hurst (Stovich), Vic Morrow (Harry Stearns), Don Stroud (Jimmy Joy), Katherine Moffat (Louise)

## Angeli alle Hawaii (3)
- Titolo originale: To See an Angel Die aka From Street Models to Hawaiian Angels (3)
- Diretto da: Dennis Donnelly
- Scritto da: Edward J. Lakso

### Trama
Charlie decide di riaprire la sua agenzia investigativa alle Hawaii e invita Kris, Kelly, Bosley e il nuovo Angelo Julie a trasferirsi sull'isola. Per poter festeggiare Julie, Kris si offre per andare a comprare dello champagne, ma - durante il tragitto - la sua auto viene spinta fuori strada da un certo Tom Grainger, che la rapisce perché la ritiene colpevole della morte di sua moglie.
- Special Guest Star: Jane Wyman (Eleanor Willard)
- Altri interpreti: Cameron Mitchell (Tom Grainger), Gary Frank (Tom Grainger, Jr.), Katie Hanley (Charlene Grainger)

## Angeli degli abissi
- Titolo originale: Angels of the Deep
- Diretto da: Kim Manners
- Scritto da: Robert George

### Trama
Durante un'immersione, Julie e la sua amica Bianca Blake trovano il relitto di una nave carica di marijuana. Gli Angeli si trovano così intrappolati in una contesa tra i legittimi proprietari della nave e alcuni ladri che vogliono appropriarsi del carico.
- Altri interpreti: Patti D'Arbanville (Bianca Blake), Antonio Fargas (Blackie), Gary Lockwood (Claude), Sonny Bono (Walrus), Moe Keale (Chin), Bradford Dillman (Tony Kramer), Anne Francis (Cindy Lee), Soon-Teck Oh (Ten. Torres)

## Angeli dell'isola
- Titolo originale: Island Angels
- Diretto da: Don Chaffey
- Scritto da: Robert George

### Trama
Gli Angeli scoprono che un killer professionista è stato assoldato per uccidere l'inviato di un'organizzazione di pace, in visita alle Hawaii per un congresso.
- Altri interpreti: Richard Jaeckel (Bud Fisher), Barbi Benton (Toni Green), Lyle Waggoner (Jack Barrows), Don Knight (Frederick Ober), Keye Luke (Lin), Randolph Mantooth (Mark Williams), Carol Lynley (Lisa Gallo), Soon-Teck Oh (Ten. Torres)

## Angeli a Waikiki
- Titolo originale: Waikiki Angels
- Diretto da: Dennis Donnelly
- Scritto da: B. W. Sandefur

### Trama
Durante una vacanza a Honolulu, gli Angeli vengono ingaggiati da un membro del Congresso per indagare sull'aggressione subita da suo figlio durante la luna di miele.
- Altri interpreti: Dan Haggerty (Bo Thompson), Patrick Wayne (Steve Walters), Rex Holton (Lee Dain), Denise Dubarry (Marti), Christopher Goutman (David), Richard Anderson (Sam Knight), Edd Byrnes (Ted Burton), Soon-Teck Oh (Ten. Torres)

## Angeli da ballo
- Titolo originale: Hula Angels
- Diretto da: Kim Manners
- Scritto da: Robert George

### Trama
Gli Angeli vengono incaricati di indagare sul rapimento del proprietario della discoteca Tropicana e per la cui liberazione è stato richiesto un milione di dollari.
- Altri interpreti: Gene Barry (Steve Moss), Patch Mackenzie (Amy), Shawn Hoskins (Donna), Branscombe Richmond (Bob Ahuna), Pat Crowley (Marion Moss), Joanna Cassidy (Stacy Parrish), Soon-Teck Oh (Ten. Torres)

## Angeli al contrabbando
- Titolo originale: Moonshinin' Angels
- Diretto da: Kim Manners
- Scritto da: B.W. Sandefur

### Trama
Gli Angeli indagano su una vecchia faida che contrappone due famiglie che commerciano illegalmente alcolici nella contea di Gifford.
- Altri interpreti: Andrew Duggan (Hackshaw), George Loros (Max Lacy), Dennis Fimple (George Bartlett), Steve Hanks (Bobby Dan Bartlett), Miriam Byrd-Nethery (Flo Bartlett), Tisch Raye (Melinda Catlin), Dabbs Greer (Bluford Catlin)

## Ha sposato un Angelo
- Titolo originale: He Married an Angel
- Diretto da: Don Chaffey
- Scritto da: Edward J. Lakso

### Trama
Gli Angeli vengono assunti da due sorelle per accalappiare un truffatore di nome John Thornwood che le ha derubate di un milione di dollari.
- Altri interpreti: David Hedison (John Thornwood), Beege Barkett (Monica Regis), Harold J. Stone (Joe Fenell), Eloise Hardt (Barbara Stone)

## Angeli in taxi
- Titolo originale: Taxi Angels
- Diretto da: John Peyser
- Scritto da: Robert George

### Trama
Gli Angeli indagano su un'esplosione che ha gravemente ferito il proprietario di una compagnia di taxi.
- Altri interpreti: Norman Alden (Jake Barnett), Sally Kirkland (Laurie Archer), David Pritchard (Tom Archer), Robert Costanzo (Mac Gossett), Scott Brady (Sarge)

## Un Angelo al telefono
- Titolo originale: Angel on the Line
- Diretto da: Kim Manners
- Scritto da: Edward J. Lakso

### Trama
Una donna viene assassinata dopo aver ricevuto minacce di morte da un uomo al telefono all'Hot Line Club. Quando Kelly comincia a frequentare il club per indagare, anche lei viene minacciata.
- Special Guest Star: Bruce Watson (Edward Ford)
- Altri interpreti: Tisha Sterling (Mary), Diane McBain (Penny), Paul Cavonis (Harry Stark), Brad Maule (Bartender)

## Lo spettacolo degli Angeli
- Titolo originale: Chorus Line Angels
- Diretto da: David Doyle
- Scritto da: Edward J. Lakso

### Trama
Quando i ballerini di un musical cominciano a sparire misteriosamente durante le prove, gli Angeli iniziano ad indagare. Kelly viene così assunta come nuova ballerina, Julie finge di essere la sua agente, mentre Kris si traveste da giornalista.
- Altri interpreti: Nancy Fox (Nancy Swenson), Lee Travis (Jessica Thorpe), Michael Callan (Darian Mason), Mark Slade (John Summers), Pamela Peadon (Marcia Howard), Mary Doyle (Ruth Traina)

## Gli Angeli e l'arciere
- Titolo originale: Stuntwomen Angels
- Diretto da: Dennis Donnelly
- Scritto da: Edward J. Lakso

### Trama
Gli Angeli vengono assunti da un produttore cinematografico per scoprire l'identità dell'uomo che si nasconde dietro la maschera di Robin Hood e che sta causando molti incidenti ai Mammoth Studios.
- Altri interpreti: Denny Miller (Jeff Stanowich), Pat Cooper (Jonathan Tobias), Beth Schaffel (Ellen Travers), Gerald S. O'Loughlin (Jake Webner)

## Attaccano gli Angeli
- Titolo originale: Attack Angels
- Diretto da: Kim Manners
- Scritto da: B.W. Sandefur

### Trama
Mentre gli Angeli indagano su un paio di morti misteriose alla Western Techtronics, Julie rimane vittima di un ipnotizzatore che spinge le donne a diventare assassine attraverso la tecnica del lavaggio del cervello.
- Altri interpreti: Eric Braeden (John Reardon), Darleen Carr (Darlene Warden), David Sheiner (Robert Carver), Joyce Brothers (Dr. Lantry), BarBara Luna (Cynthia Weaver)

## Angeli in lista
- Titolo originale: Angel on a Roll
- Diretto da: Dennis Donnelly
- Scritto da: Edward J. Lakso

### Trama
Gli Angeli devono indagare su dodici diverse truffe a danno di dodici banche. I sospetti ricadono su Ted Markham, genio dell'elettronica e addetto all'installazione delle casse automatiche delle banche truffate.
- Altri interpreti: Rick Casorla (Hank), Mark Pinter (Ted Markham), Joseph Sirola (Boris), Robert Rockwell (Harrison)

## Mister Galassia
- Titolo originale: Mr. Galaxy
- Diretto da: Don Chaffey
- Scritto da: Mickey Rich

### Trama
Un partecipante al concorso di "Mister Galassia", Ron Gates, ingaggia gli Angeli per scoprire chi sta attentando alla sua vita.
- Altri interpreti: Roger Callard (Ron Gates), Richard Bakalyan (Artie Weaver), Ric Drasin (Chuck Wilde), Danny Barr (Joseph Ruskin), Selena Hansen (Bonnie Keith), Karen Haber (Sally)

## Il nostro Angelo deve vivere
- Titolo originale: Let Our Angel Live
- Diretto da: Kim Manners
- Scritto da: Edward J. Lakso

### Trama
Durante un appostamento, Kelly viene ferita alla testa da un colpo di pistola. Kris, Julie e Bosley trascorrono la notte in ospedale e, nell'attesa che la donna venga dichiarata fuori pericolo, ricordano i casi sui quali hanno indagato in passato.
- Altri interpreti: Gary Wood (Joe Danworth), George Ball (Dr. Jackson), Simon Oakland (Sgt. Shanks)